# Społeczność energetyczna
Społeczność energetyczna to polityczna i prawna koncepcja demokratyzacji, uspołeczniania i decentralizacji energii/usług energetycznych w UE. W 2019 r. Unia Europejska przyjęła „Pakiet czystej energii dla wszystkich Europejczyków” w celu promowania i zachęcania wszystkie obywatelki i obywateli do zaangażowania się w ochronę klimatu i transformację energetyczną. Pakiet wprowadził dwa nowe (oprócz prosumentów) podmioty prawne społeczności energetycznych, a mianowicie: obywatelską społeczność energetyczną (CEC) i społeczność energetyczną działającą w zakresie energii odnawialnej (odnawialną społeczność energetyczną, REC). Każdy rodzaj społeczności energetycznej został włączony do innej dyrektywy UE.

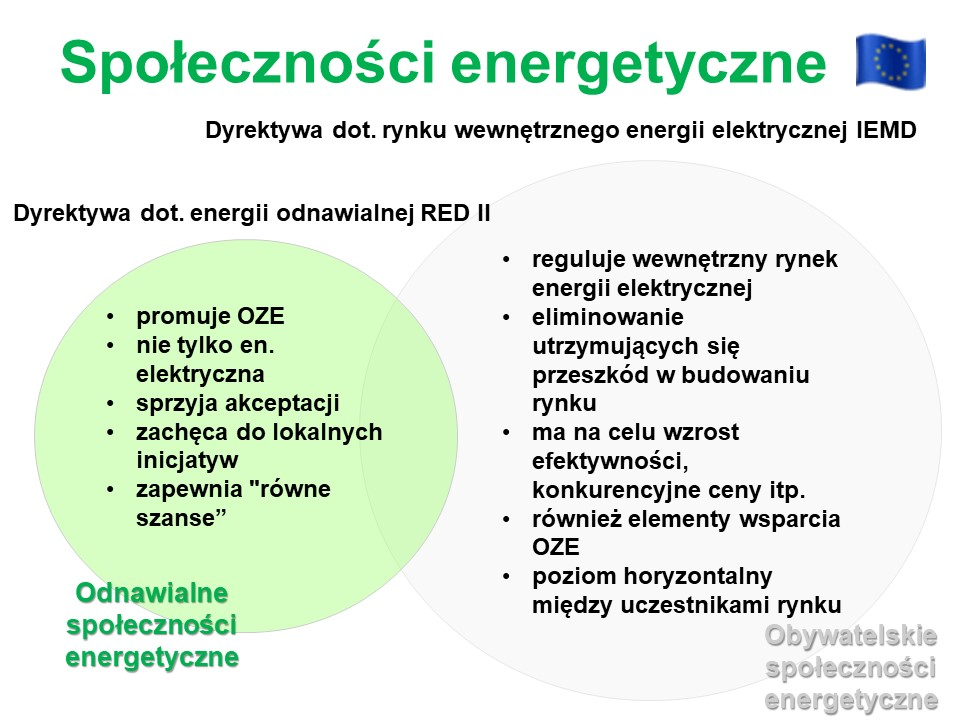
Społeczności energetyczne Unii Europejskiej: obywatelskie i odnawialne

Odnawialne społeczności energetyczne zostały już w 2018 r. uwzględnione w dyrektywie w sprawie promowania stosowania energii ze źródeł odnawialnych (przekształcenie, RED II). REC jest podmiotem prawnym:
a) który zgodnie z obowiązującym prawem krajowym opiera się na otwartym i dobrowolnym udziale, jest autonomiczny i jest skutecznie kontrolowany przez udziałowców lub członków, którzy znajdują się w pobliżu projektów energii odnawialnej, które są własnością i są rozwijane przez ten podmiot prawny;
b) którego udziałowcami lub członkami są osoby fizyczne, MŚP lub władze lokalne, w tym gminy;
c) którego głównym celem jest zapewnienie korzyści środowiskowych, ekonomicznych lub społecznych dla swoich udziałowców lub członków lub dla lokalnych obszarów, na których działa, a nie zysków finansowych.
Obywatelskie społeczności energetyczne zostały wprowadzone w 2019 r. w dyrektywie w sprawie wspólnych zasad rynku wewnętrznego energii elektrycznej (IEMD). Zgodnie z postanowieniami dyrektywy 2019/944 obywatelskie społeczności energetyczne:
a) to osoby prawne kontrolowane przez członków lub udziałowców, które opierają się na dobrowolnym i otwartym uczestnictwie i mają prawo do zajmowania się wytwarzaniem, dystrybucją, dostawami, zużywaniem, usługami w zakresie efektywności energetycznej lub ładowania pojazdów elektrycznych, lub świadczenia innych usług swoim członkom lub udziałowcom;
b)mają prawo do podłączenia do sieci dystrybucyjnych oraz bycia traktowanym w sposób niedyskryminacyjny, jeśli chodzi o regulację wszystkich rynków energii elektrycznej oraz dostęp do nich;
c) mają prawo do podziału własnej energii elektrycznej między swoich członków, zgodnie z analizą kosztów i korzyści dotyczącą rozproszonych zasobów energetycznych;
d) mają prawo, jeżeli zezwala na to dane państwo członkowskie, do bycia właścicielem, utworzenia, zakupu lub dzierżawy sieci dystrybucyjnych, podlegających obowiązującym regulacjom.
24 sierpnia 2024 weszły w życie przepisy nowelizujące prawo energetyczne, które umożliwią tworzenie obywatelskich społeczności energetycznych w Polsce (art. 3 pkt 13f oraz rozdział 2e). Organizacja pozarządowa Frank Bold wskazuje, że przepisy te nie spełniają jednak wszystkich wymogów dyrektywy 2019/944, nie dając wszystkich uprawnień energetycznych obywatelom zapisanych w tych przepisach UE.
We wrześniu 2024 r. utworzono Europejski Instrument Społeczności Energetycznych w celu wspierania rozwoju społeczności energetycznych w całej UE.